# Opere di Francesco Albani
Segue un elenco esaustivo ma comunque incompleto delle opere del pittore Francesco Albani (1578-1660).

## Affreschi
| N   | Ciclo                                                               | Scena                                                                | Immagine | Anno          | Luogo                                  | Città e nazione | Note |
| --- | ------------------------------------------------------------------- | -------------------------------------------------------------------- | -------- | ------------- | -------------------------------------- | --------------- | --- |
| 1.  | Storie dell'Eneide                                                  | Fregi                                                                |          | 1595-1596 ca. | Palazzo Fava                           | Bologna         | Fa parte di un ciclo decorativo più ampio di Ludovico Carracci, di cui Albani era collaboratore di bottega nel cantiere.                          |
| 2.  | Storie della Passione di Cristo                                     | Pentimento di san Pietro                                             |          | 1600          | Oratorio di San Colombano              | Bologna         | Fa parte di un ciclo decorativo più ampio di Ludovico Carracci, di cui Albani era collaboratore di bottega nel cantiere.                          |
| 3.  | Affreschi della cappella Herrera                                    | Eterno in Gloria                                                     |          | 1605-1606     | Museo nazionale d'arte della Catalogna | Barcellona      | Trasferito su tela (ovale diam. 200 cm); fu eseguito in qualità di collaboratore di bottega di Annibale Carracci.                                 |
| 3.  | Affreschi della cappella Herrera                                    | Pasto miracoloso di san Diego                                        |          | 1605-1606     | Museo del Prado                        | Madrid          | Ttrasferito su tela (125×220 cm); fu eseguito in qualità di collaboratore di bottega di Annibale Carracci.                                        |
| 3.  | Affreschi della cappella Herrera                                    | San Diego riceve l'elemosina                                         |          | 1605-1606     | Museo del Prado                        | Madrid          | Trasferito su tela (125×220 cm); fu eseguito in qualità di collaboratore di bottega di Annibale Carracci.                                         |
| 3.  | Affreschi della cappella Herrera                                    | Investitura di san Diego                                             |          | 1605-1606     | Museo del Prado                        | Madrid          | Trasferito su tela (125×220 cm); fu eseguito in qualità di collaboratore di bottega di Annibale Carracci.                                         |
| 3.  | Affreschi della cappella Herrera                                    | Miracolo del ragazzo salvato dal forno                               |          | 1605-1606     | Museo del Prado                        | Madrid          | Trasferito su tela (125×220 cm); fu eseguito in qualità di collaboratore di bottega di Annibale Carracci.                                         |
| 3.  | Affreschi della cappella Herrera                                    | San Francesco d'Assisi                                               |          | 1605-1606     | Museo del Prado                        | Madrid          | Trasferito su tela (155×105 cm); fu eseguito in qualità di collaboratore di bottega di Annibale Carracci.                                         |
| 3.  | Affreschi della cappella Herrera                                    | San Giacomo Maggiore                                                 |          | 1605-1606     | Museo del Prado                        | Madrid          | Trasferito su tela (155×105 cm); fu eseguito in qualità di collaboratore di bottega di Annibale Carracci.                                         |
| 3.  | Affreschi della cappella Herrera                                    | San Lorenzo                                                          |          | 1605-1606     | Museo del Prado                        | Madrid          | Trasferito su tela (155×105 cm); fu eseguito in qualità di collaboratore di bottega di Annibale Carracci.                                         |
| 3.  | Affreschi della cappella Herrera                                    | San Giovanni Evangelista                                             |          | 1605-1606     | collocazione sconosciuta               |                 | Nota attraverso incisioni di Simon Guillain del 1646; fu eseguito in qualità di collaboratore di bottega di Annibale Carracci.                    |
| 3.  | Affreschi della cappella Herrera                                    | Predicazione di san Diego                                            |          | 1605-1606     | Museo nazionale d'arte della Catalogna | Barcellona      | Trasferito su tela (205×376 cm); fu eseguito in qualità di collaboratore di bottega di Annibale Carracci.                                         |
| 3.  | Affreschi della cappella Herrera                                    | Apparizione di san Diego ai pellegrini                               |          | 1605-1606     | Museo nazionale d'arte della Catalogna | Barcellona      | Trasferito su tela (205×365 cm); fu eseguito in qualità di collaboratore di bottega di Annibale Carracci.                                         |
| 3.  | Affreschi della cappella Herrera                                    | San Diego guarisce un ragazzo dalla cecità                           |          | 1605-1606     | Museo nazionale d'arte della Catalogna | Barcellona      | Trasferito su tela (300×251 cm); fu eseguito in qualità di collaboratore di bottega di Annibale Carracci.                                         |
| 3.  | Affreschi della cappella Herrera                                    | Miracolo dei fiori                                                   |          | 1605-1606     | Museo nazionale d'arte della Catalogna | Barcellona      | Trasferito su tela (300×247 cm); fu eseguito in qualità di collaboratore di bottega di Annibale Carracci.                                         |
| 3.  | Affreschi della cappella Herrera                                    | San Giovanni Battista                                                |          | 1605-1606     | collocazione sconosciuta               |                 | Nota attraverso incisioni di Simon Guillain del 1646; fu eseguito in qualità di collaboratore di bottega di Annibale Carracci.                    |
| 3.  | Affreschi della cappella Herrera                                    | San Girolamo (o san Marco)                                           |          | 1605-1606     | collocazione sconosciuta               |                 | Nota attraverso incisioni di Simon Guillain del 1646; fu eseguito in qualità di collaboratore di bottega di Annibale Carracci.                    |
| 3.  | Affreschi della cappella Herrera                                    | San Pietro                                                           |          | 1605-1606     | Museo nazionale d'arte della Catalogna | Barcellona      | Trasferito su tela (238×82 cm); fu eseguito in qualità di collaboratore di bottega di Annibale Carracci.                                          |
| 3.  | Affreschi della cappella Herrera                                    | San Paolo                                                            |          | 1605-1606     | Museo nazionale d'arte della Catalogna | Barcellona      | Trasferito su tela (234×82 cm); fu eseguito in qualità di collaboratore di bottega di Annibale Carracci.                                          |
| 3.  | Affreschi della cappella Herrera                                    | Assunzione della Vergine                                             |          | 1605-1606     | Museo nazionale d'arte della Catalogna | Barcellona      | Trasferito su tela (208×243 cm); fu eseguito in qualità di collaboratore di bottega di Annibale Carracci.                                         |
| 3.  | Affreschi della cappella Herrera                                    | Apostoli alla tomba della Vergine                                    |          | 1605-1606     | Museo nazionale d'arte della Catalogna | Barcellona      | Trasferito su tela (194×277 cm); fu eseguito in qualità di collaboratore di bottega di Annibale Carracci.                                         |
| 4.  | Storie di Giacobbe                                                  | Benedizione di Giacobbe                                              |          | 1606-1607     | Palazzo Mattei di Giove                | Roma            | Viene assegnata dalla critica recente ad Antonio Carracci.                                                                                        |
| 4.  | Storie di Giacobbe                                                  | Sogno di Giacobbe                                                    |          | 1606-1607     | Palazzo Mattei di Giove                | Roma            | |
| 4.  | Storie di Giacobbe                                                  | Giacobbe e Rachele al pozzo                                          |          | 1606-1607     | Palazzo Mattei di Giove                | Roma            | |
| 5.  | Caduta di Fetonte                                                   | Concilio degli dei dell'Olimpo e la caduta di Fetonte                |          | 1609-1610     | Palazzo Giustiniani                    | Bassano Romano  | |
| 5.  | Caduta di Fetonte                                                   | Mostri marini escono fuori dall'acqua per il caldo                   |          | 1609-1610     | Palazzo Giustiniani                    | Bassano Romano  | |
| 5.  | Caduta di Fetonte                                                   | Nettuno sulla conchiglia                                             |          | 1609-1610     | Palazzo Giustiniani                    | Bassano Romano  | |
| 5.  | Caduta di Fetonte                                                   | Galatea e le ninfe                                                   |          | 1609-1610     | Palazzo Giustiniani                    | Bassano Romano  | |
| 5.  | Caduta di Fetonte                                                   | Sirene che smettono di suonare e guardano la caduta di Fetonte       |          | 1609-1610     | Palazzo Giustiniani                    | Bassano Romano  | |
| 5.  | Caduta di Fetonte                                                   | Madre Terra in lamento                                               |          | 1609-1610     | Palazzo Giustiniani                    | Bassano Romano  | |
| 5.  | Caduta di Fetonte                                                   | Il fiume Po con le Eliadi e Cicno che attendono la caduta di Fetonte |          | 1609-1610     | Palazzo Giustiniani                    | Bassano Romano  | |
| 5.  | Caduta di Fetonte                                                   | Pan si disseta per il caldo                                          |          | 1609-1610     | Palazzo Giustiniani                    | Bassano Romano  | |
| 5.  | Caduta di Fetonte                                                   | Venere allo specchio                                                 |          | 1609-1610     | Palazzo Giustiniani                    | Bassano Romano  | |
| 6.  | Affreschi della cappella dell'Annunziata                            | Putti                                                                |          | 1610          | Palazzo del Quirinale                  | Roma            | Collocati nel sottarco e nella lunetta del transetto sinistro.                                                                                    |
| 7.  | Sole che governa sui dodici mesi dell'anno e sulle quattro stagioni | Apollo e le quattro stagioni                                         |          | 1611-1612     | Palazzo Verospi                        | Roma            | |
| 7.  | Sole che governa sui dodici mesi dell'anno e sulle quattro stagioni | Alba                                                                 |          | 1611-1612     | Palazzo Verospi                        | Roma            | |
| 7.  | Sole che governa sui dodici mesi dell'anno e sulle quattro stagioni | Tramonto                                                             |          | 1611-1612     | Palazzo Verospi                        | Roma            | |
| 7.  | Sole che governa sui dodici mesi dell'anno e sulle quattro stagioni | Notte                                                                |          | 1611-1612     | Palazzo Verospi                        | Roma            | |
| 7.  | Sole che governa sui dodici mesi dell'anno e sulle quattro stagioni | Giorno                                                               |          | 1611-1612     | Palazzo Verospi                        | Roma            | |
| 7.  | Sole che governa sui dodici mesi dell'anno e sulle quattro stagioni | Saturno                                                              |          | 1611-1612     | Palazzo Verospi                        | Roma            | |
| 7.  | Sole che governa sui dodici mesi dell'anno e sulle quattro stagioni | Giove                                                                |          | 1611-1612     | Palazzo Verospi                        | Roma            | |
| 7.  | Sole che governa sui dodici mesi dell'anno e sulle quattro stagioni | Marte                                                                |          | 1611-1612     | Palazzo Verospi                        | Roma            | |
| 7.  | Sole che governa sui dodici mesi dell'anno e sulle quattro stagioni | Venere e Cupido                                                      |          | 1611-1612     | Palazzo Verospi                        | Roma            | |
| 7.  | Sole che governa sui dodici mesi dell'anno e sulle quattro stagioni | Mercurio                                                             |          | 1611-1612     | Palazzo Verospi                        | Roma            | |
| 7.  | Sole che governa sui dodici mesi dell'anno e sulle quattro stagioni | Diana                                                                |          | 1611-1612     | Palazzo Verospi                        | Roma            | |
| 7.  | Sole che governa sui dodici mesi dell'anno e sulle quattro stagioni | Scene mitologiche                                                    |          | 1611-1612     | Palazzo Verospi                        | Roma            | Serie di dodici scene mitologiche collocate in piccoli spicchi contornanti la volta.                                                              |
| 8.  | Affreschi della cappella Rivaldi                                    | David                                                                |          | 1612-1614     | Chiesa di Santa Maria della Pace       | Roma            | |
| 8.  | Affreschi della cappella Rivaldi                                    | Isaia                                                                |          | 1612-1614     | Chiesa di Santa Maria della Pace       | Roma            | |
| 8.  | Affreschi della cappella Rivaldi                                    | Eterno in gloria con gli arcangeli Michele e Raffaele                |          | 1612-1614     | Chiesa di Santa Maria della Pace       | Roma            | |
| 8.  | Affreschi della cappella Rivaldi                                    | Assunzione della Vergine                                             |          | 1612-1614     | Chiesa di Santa Maria della Pace       | Roma            | |
| 8.  | Affreschi della cappella Rivaldi                                    | Angeli musicanti                                                     |          | 1612-1614     | Chiesa di Santa Maria della Pace       | Roma            | |
| 9.  | Decorazioni della cappella Cagnoli                                  | Adamo                                                                |          | 1627-1632     | Chiesa di Santa Maria in Galliera      | Bologna         | Collocato nella cappella Cagnoli; non si tratta nello specifico di pittura ad affresco ma piuttosto di pittura a secco su muro.                   |
| 9.  | Decorazioni della cappella Cagnoli                                  | Eva                                                                  |          | 1627-1632     | Chiesa di Santa Maria in Galliera      | Bologna         | Collocato nella cappella Cagnoli; non si tratta nello specifico di pittura ad affresco ma piuttosto di pittura a secco su muro.                   |
| 9.  | Decorazioni della cappella Cagnoli                                  | Allegoria della Pietà e della Verità                                 |          | 1627-1632     | Chiesa di Santa Maria in Galliera      | Bologna         | Collocato nella cappella Cagnoli; non si tratta nello specifico di pittura ad affresco ma piuttosto di pittura a secco su muro.                   |
| 9.  | Decorazioni della cappella Cagnoli                                  | Allegoria della Pace e Giustizia                                     |          | 1627-1632     | Chiesa di Santa Maria in Galliera      | Bologna         | Collocato nella cappella Cagnoli; non si tratta nello specifico di pittura ad affresco ma piuttosto di pittura a secco su muro.                   |
| 9.  | Decorazioni della cappella Cagnoli                                  | Cherubini                                                            |          | 1627-1632     | Chiesa di Santa Maria in Galliera      | Bologna         | Collocato nella cappella Cagnoli; non si tratta nello specifico di pittura ad affresco ma piuttosto di pittura a secco su muro.                   |
| 10. | Giove e Ganymede                                                    | -                                                                    |          | 1633          | Villa Corsini                          | Impruneta       | Commissionato dal cardinale e poi principe Gian Carlo de' Medici. Si tratta dell'ultimo affresco eseguito da Francesco Albani nella sua carriera. |

## Dipinti
| Immagine | Titolo                                                                                         | Tecnica                           | Dimensioni         | Anno          | Collocazione                                          | Città e nazione           | Note |
| -------- | ---------------------------------------------------------------------------------------------- | --------------------------------- | ------------------ | ------------- | ----------------------------------------------------- | ------------------------- | --- |
|          | Martirio do sant'Andrea                                                                        | olio su tela                      | 265×170 cm         | 1597-1598     | Chiesa di San Paolo                                   | Bologna                   | Attribuito. |
|          | Madonna in trono col Bambino e i santi Caterina d'Alessandria e Maria Maddalena                | olio su tela                      | 174×111,5 cm       | 1599          | Pinacoteca nazionale                                  | Bologna                   | |
|          | Martirio di santa Felicita                                                                     | olio su tela                      | 229×172 cm         | 1600 ca.      | Pinacoteca nazionale                                  | Bologna                   | Attribuito. |
|          | Nascita della Vergine                                                                          | olio su tela                      | 327×175 cm         | 1600 ca.      | Pinacoteca Capitolina                                 | Roma                      | |
|          | Assunzione della Vergine                                                                       | olio su tela                      | 50×50 cm           | 1600-1601 ca. | Chiesa di San Domenico                                | Bologna                   | |
|          | Trinità e la Madonna in gloria con angeli musicanti                                            | olio su rame                      | 41,9×31,4 cm       | 1595-1596 ca. | Collezione Denis Mahon                                | Londra                    | Attribuito. |
|          | Bacio di Giuda                                                                                 | olio su rame                      | 28×19 cm           | 1597-1598 ca. | Collezione privata                                    | Londra                    | Attribuito. |
|          | Sacra Famiglia con santa Caterina e santa Cecilia                                              | olio su lavagna                   | 26,2×18,2 cm       | 1600-1601 ca. | Galleria Doria Pamphilj                               | Roma                      | |
|          | Natività                                                                                       | olio su rame                      | 42×29,8 cm         | 1600-1601 ca. | Museo del Louvre                                      | Parigi                    | Attribuito. |
|          | Annunciazione                                                                                  | olio su rame                      | 35×27 cm           | 1600-1601 ca. | Museo municipale                                      | Clamecy                   | |
|          | Visione di san Francesco d'Assisi                                                              | olio su rame                      | 82,5×65 cm         | 1601 ca.      | Collezione privata                                    | Parigi                    | |
|          | San Francesco d'Assisi in estasi sostenuto da due angeli                                       | olio su carta sostenuta da tela   | 45,2×39,4 cm       | 1602 ca.      | Galleria Doria Pamphilj                               | Roma                      | |
|          | Compianto su Cristo morto                                                                      | olio su rame                      | 43,5×31,5 cm       | 1602 ca.      | Museo del Louvre                                      | Parigi                    | |
|          | Pan e Dafne                                                                                    | olio su tela                      | 60×72,5 cm         | 1602 ca.      | Galleria Doria Pamphilj                               | Roma                      | Attribuzione discussa con Annibale Carracci. |
|          | San Pietro e san Paolo                                                                         | olio su tela                      | 170×120 cm         | 1602 ca.      | Collezione privata                                    |                           | |
|          | San Girolamo                                                                                   | olio su tela                      | 184×129 cm         | 1602 ca.      | Museo del Prado                                       | Madrid                    | |
|          | Conversazione di santa Caterina d'Alessandria                                                  | olio su tela                      | 99×68 cm           | 1603 ca.      | Collezione privata                                    |                           | |
|          | San Giovanni Battista                                                                          | olio su rame                      | 49,2×37,1 cm       | 1603 ca.      | John and Mable Ringling Museum                        | Sarasota                  | |
|          | Maddalena penitente                                                                            | olio su rame                      | 39,5×30,5 cm       | 1603 ca.      | Matthiesen Gallery                                    | Londra                    | Attribuito. |
|          | Martirio di san Sebastiano                                                                     | olio su tela                      | 125×96 cm          | 1604 ca.      | Musée des Beaux-Arts                                  | Quimper                   | Attribuito. |
|          | Latona e i contadini della Licia                                                               | olio su tela                      | 75×70 cm           | 1604 ca.      | Musée des Beaux Arts                                  | Dole                      | |
|          | Paesaggio con l'Assunzione della Vergine                                                       | olio su tela                      | 120×190 cm         | 1604-1610     | Galleria Doria Pamphilj                               | Roma                      | Commissionato ad Annibale Carracci, di cui Albani era collaboratore di bottega, dal cardinale Pietro Aldobrandini. |
|          | Paesaggio con la Visitazione                                                                   | olio su tela                      | 95×125 cm          | 1604-1610     | Galleria Doria Pamphilj                               | Roma                      | Realizzato con Sisto Badalocchio; commissionato ad Annibale Carracci, di cui Albani era collaboratore di bottega, dal cardinale Pietro Aldobrandini. |
|          | Paesaggio con l'Adorazione dei pastori                                                         | olio su tela                      | 94×127 cm          | 1604-1610     | Galleria Doria Pamphilj                               | Roma                      | Opera di Sisto Badalocchio sotto la supervisione di Albani; commissionato ad Annibale Carracci, di cui Albani era collaboratore di bottega, dal cardinale Pietro Aldobrandini. |
|          | Paesaggio con l'Adorazione dei Magi                                                            | olio su tela                      | 120×225 cm         | 1604-1610     | Galleria Doria Pamphilj                               | Roma                      | Realizzato assieme a Giovanni Lanfranco e con l'assistenza di Sisto Badalocchio; commissionato ad Annibale Carracci, di cui Albani era collaboratore di bottega, dal cardinale Pietro Aldobrandini. |
|          | Martirio di santo Stefano                                                                      | olio su tela                      | 50×67 cm           | 1605 ca.      | Museo del Louvre                                      | Parigi                    | Attribuito. |
|          | Danae                                                                                          | olio su tela                      | 170×344 cm         | 1605-1606 ca. | Bridgewater House                                     | Londra                    | Attribuito. |
|          | Santa Elisabetta in gloria                                                                     | olio su rame                      | 70×54 cm           | 1605-1607 ca. | Museo nazionale di Capodimonte                        | Napoli                    | |
|          | Santa Caterina di Siena in estasi                                                              | olio su rame                      | 29,4×21,9 cm       | 1605-1607 ca. | Collezione privata                                    |                           | |
|          | Cristo, la Vergine e i dodici apostoli                                                         | oli su tela                       | 135×85 cm ciascuno | 1606-1611     | Moritzkirche                                          | Naumberg                  | Serie di 14 tele di uguali dimensioni. |
|          | Ultima cena                                                                                    |                                   | 133,5×179 cm       | 1605-1610     | Collezione privata                                    | Inghilterra               | |
|          | Visione di san Francesco d'Assisi                                                              | olio su rame                      | 32,3×24,8 cm       | 1606-1607 ca. | Art Institute                                         | Chicago                   | |
|          | Maddalena penitente                                                                            | olio su rame                      | 31,8×42,7 cm       | 1607 ca.      | Fitzwilliam Museum                                    | Cambridge                 | Attribuito. |
|          | Riposo durante la fuga in Egitto                                                               | olio su tavola                    | 52×62 cm           | 1607 ca.      | Art Museum                                            | Princeton                 | |
|          | Riposo durante la fuga in Egitto                                                               | olio su rame                      | 37,5×28,5 cm       | 1609-1610 ca. | Brocklesby Park                                       | Habrough                  | Replicato più volte di cui una al Museum of Fine Arts di Boston, una nella Collezione Albicini di Forlì, una nel Museo comunale di Gubbio, una nel Dulwich Picture Gallery di Londra e altre in svariate collezioni private del mondo. |
|          | Venere al bagno                                                                                | olio su tela                      | 89,6×99,8 cm       | 1610 ca.      | Pinacoteca nazionale                                  | Bologna                   | |
|          | Cristo e la samaritana                                                                         | olio su tela                      | 261×178 cm         | 1610 ca.      | Kunsthistorisches Museum                              | Vienna                    | |
|          | Cristo risorto appare alla Vergine                                                             | olio su tela                      | -                  | 1610          | Pinacoteca nazionale                                  | Bologna                   | Pala d'altare già nell'oratorio di San Colombano. |
|          | Erminia tra i pastori                                                                          | olio su tela                      | 147×215 cm         | 1610 ca.      | National Gallery                                      | Londra                    | Attribuito. |
|          | Assunzione della Vergine                                                                       | olio su tela                      | 175×144 cm         | 1611 ca.      | Cattedrale                                            | Toledo                    | Collocato nella sacrestia |
|          | Madonna col Bambino e due angeli                                                               | olio su lavagna                   | 107×157 cm         | 1611 ca.      | Pinacoteca Capitolina                                 | Roma                      | |
|          | Ratto di Europa                                                                                | olio su tela                      | 115×160 cm         | 1612-1614     | Collezione Marchese Fabrizio Patrizi                  | Roma                      | Frammento di opera più grande. |
|          | Alessandro Magno curato dal dottore                                                            | olio su tavola ovale              | 115×150 cm         | 1615-1616     | Palazzo Doria                                         | Genova                    | |
|          | Lot e le figlie                                                                                | olio su rame                      | 42×84 cm           |               | Museo Fabre                                           | Montpellier               | |
|          | Diana e Atteone                                                                                | olio su rame                      | 52×61,5 cm         | 1615-1617     | Museo del Louvre                                      | Parigi                    | |
|          | Venere nella fucina di Vulcano                                                                 | olio su tela tonda                | diam. 154 cm       | 1617          | Galleria Borghese                                     | Roma                      | Primo ciclo della serie di paesaggi che furono del cardinale Scipione Borghese |
|          | Venere al bagno                                                                                | olio su tela tonda                | diam. 154 cm       | 1617          | Galleria Borghese                                     | Roma                      | Primo ciclo della serie di paesaggi che furono del cardinale Scipione Borghese |
|          | Venere e Adone                                                                                 | olio su tela tonda                | diam. 154 cm       | 1617          | Galleria Borghese                                     | Roma                      | Primo ciclo della serie di paesaggi che furono del cardinale Scipione Borghese |
|          | Trionfo di Diana                                                                               | olio su tela tonda                | diam. 154 cm       | 1617          | Galleria Borghese                                     | Roma                      | Primo ciclo della serie di paesaggi che furono del cardinale Scipione Borghese |
|          | Venere e Adone                                                                                 | olio su rame                      | 45,5×60,5 cm       | 1617          | Galleria Regionale della Sicilia                      | Palermo                   | |
|          | Cristo e la samaritana                                                                         | olio su rame                      | 53×39,6 cm         | 1617          | Collezione privata                                    | Londra                    | |
|          | Visione del beato Lorenzo Giustiniani                                                          | olio su tela                      | 270×185 cm         | 1617          | opera non rintracciata                                |                           | Già nella chiesa di San Salvatore in Lauro a Roma, poi donata alla regina Cristina di Svezia nel 1673, poi data in eredità al cardinal Azzolino, registrata nelle collezioni di Livio Odescalchi fino al 1722, quindi è a Parigi nelle collezioni del duca d'Orleans, poi in quelle d'Orleans Sale a Londra nel 1798, per poi perdersi in vendite private di cui l'ultima Christie's del 1917. |
|          | Liberazione di San Pietro                                                                      | olio su tavola                    | 28×38 cm           | 1617-1620     | Galleria degli Uffizi                                 | Firenze                   | |
|          | Annunciazione                                                                                  | olio su rame                      | 19×14 cm           | 1617-1620     | Musée des Beaux Arts                                  | Dijon                     | Pendant del Noli me tangere del Louvre. Il dipinto è noto in svariate repliche, di cui una con cui è conteso il primato è al Louvre di Parigi. |
|          | Noli me tangere                                                                                | olio su rame                      | 19×14 cm           | 1617-1620     | Museo del Louvre                                      | Parigi                    | Pendant dell'Annunciazione di Dijon (o della versione attualmente sempre al Louvre). |
|          | Fuga in Egitto                                                                                 | olio su rame                      | 13,6×10,1 cm       | 1617-1620     | Collezione Richard Spear                              | Washington                | |
|          | Comunione della Maddalena                                                                      | olio su tela                      | 72×54 cm           | 1620-1624     | Matthiesen Gallery                                    | Londra                    | |
|          | Assunzione della Vergine                                                                       | olio su tavola                    | 31,7×25,9 cm       | 1620-1624     | Art Museum                                            | Princeton                 | |
|          | Apollo e Dafne                                                                                 | olio su rame                      | 17,5×35,5 cm       | 1620-1625     | Museo del Louvre                                      | Parigi                    | |
|          | Salmace ed Ermafrodito                                                                         | olio su rame                      | 14×31 cm           | 1620-1625     | Museo del Louvre                                      | Parigi                    | Noto in svariate repliche. |
|          | Paesaggio con l'Elemento del Fuoco                                                             | olio su tela tonda                | diam. 180 cm       | 1625-1628     | Galleria Sabauda                                      | Torino                    | Terzo ciclo di paesaggi con scene mitologiche dopo quello Borghese e Gonzaga-Medici; commissionato dal cardinale a Roma Maurizio di Savoia. |
|          | Paesaggio con l'Elemento dell'Aria                                                             | olio su tela tonda                | diam. 180 cm       | 1625-1628     | Galleria Sabauda                                      | Torino                    | Terzo ciclo di paesaggi con scene mitologiche dopo quello Borghese e Gonzaga-Medici; commissionato dal cardinale a Roma Maurizio di Savoia. |
|          | Paesaggio con l'Elemento dell'Acqua                                                            | olio su tela tonda                | diam. 180 cm       | 1625-1628     | Galleria Sabauda                                      | Torino                    | Terzo ciclo di paesaggi con scene mitologiche dopo quello Borghese e Gonzaga-Medici; commissionato dal cardinale a Roma Maurizio di Savoia. |
|          | Paesaggio con l'Elemento della Terra                                                           | olio su tela tonda                | diam. 180 cm       | 1625-1628     | Galleria Sabauda                                      | Torino                    | Terzo ciclo di paesaggi con scene mitologiche dopo quello Borghese e Gonzaga-Medici; commissionato dal cardinale a Roma Maurizio di Savoia. |
|          | Arcangelo Gabriele                                                                             | olio su carta                     | 12×10,1 cm         | 1625-1630     | Collezione privata                                    | New York                  | |
|          | Sacra Famiglia con due angeli                                                                  | olio su tela                      | 114×145 cm         | 1630          | Accademia di San Luca                                 | Roma                      | |
|          | Madonna col Bambino                                                                            | olio su lavagna                   | 20×24 cm           | 1630          | Pinacoteca Capitolina                                 | Roma                      | |
|          | Madonna col Bambino e i santi Elisabetta e Giovannino                                          | olio su tela tonda                | diam. 143,5 cm     | 1630          | Kinnard Castle                                        | Angus                     | |
|          | Battesimo di Cristo                                                                            | olio su tela                      | 428×224 cm         | 1620-1624     | Pinacoteca nazionale                                  | Bologna                   | Replicato svariate volte in epoche successive in formato ridotto. |
|          | Madonna col Bambino e i santi Giovanni Battista, Francesco d'Assisi, Girolamo e Filippo Benizi | olio su tela                      | 265×165 cm         | 1621          | Chiesa di Santa Maria dei Servi                       | Rimini                    | Firmato e datato |
|          | Trinità Celeste e Trinità Terrestre con i santi Tommaso d'Aquino e Filippo Neri                | olio su tela                      | 320×250 cm         | 1626-1628     | Pinacoteca di Brera                                   | Milano                    | |
|          | Trinità Celeste e Trinità Terrestre con angeli recanti i simboli della Passione                | olio su tela                      | 365×295 cm         | 1627-1632     | Chiesa di Santa Maria in Galliera                     | Bologna                   | Collocato nella cappella Cagnoli |
|          | Annunciazione                                                                                  | olio su tela                      | 365×295 cm         | 1632          | Chiesa di San Bartolomeo di Porta Ravegnana           | Bologna                   | Un'altra versione simile ma in formato ridotto (45×33,7 cm) e su rame è registrata nel 1644 entro la collezione Barberini del cardinal Antonio; passata al Monte di Pietà con la vendita di pezzi della collezione, oggi non è rintracciata. |
|          | Allegoria della Passione                                                                       | olio su tela                      |                    | 1633          | Collezione privata                                    | Roma                      | |
|          | Paesaggio con Venere nella fucina di Vulcano                                                   | olio su tela tonda                | 202×252 cm         | 1621-1633     | Museo del Louvre                                      | Parigi                    | Secondo ciclo di paesaggi, dopo quello Borghese, commissionato per il duca Gonzaga ma acquistato poi dal cardinale Gian Carlo de' Medici. |
|          | Paesaggio con Venere al bagno                                                                  | olio su tela tonda                | 202×252 cm         | 1621-1633     | Museo del Louvre                                      | Parigi                    | Secondo ciclo di paesaggi, dopo quello Borghese, commissionato per il duca Gonzaga ma acquistato poi dal cardinale Gian Carlo de' Medici. |
|          | Paesaggio con Venere e Adone                                                                   | olio su tela tonda                | 203×252 cm         | 1621-1633     | Museo del Louvre                                      | Parigi                    | Secondo ciclo di paesaggi, dopo quello Borghese, commissionato per il duca Gonzaga ma acquistato poi dal cardinale Gian Carlo de' Medici. |
|          | Paesaggio con Trionfo di Diana                                                                 | olio su tela tonda                | 202×251 cm         | 1621-1633     | Museo del Louvre                                      | Parigi                    | Secondo ciclo di paesaggi, dopo quello Borghese, commissionato per il duca Gonzaga ma acquistato poi dal cardinale Gian Carlo de' Medici. |
|          | Putto dormiente                                                                                | olio su tela                      | 73,6×100,3 cm      | 1633          | non rintracciato                                      |                           | |
|          | Paesaggio con Cristo e la Samaritana                                                           | olio su tela                      | 132×177,5 cm       | 1633          | già collezione Piero Corsini                          | New York                  | |
|          | Paesaggio con il Regno dei Cieli                                                               | olio su rame                      | 88×103 cm          | 1633          | Museo del Castello                                    | Fontainebleau             | Quarto ciclo di paesaggi (dopo quello Borghese, Gonzaga-Medici e Savoia) appartenuti a Jacques le Veneur, conte di Carrouges. |
|          | Paesaggio con il Regno della Terra                                                             | olio su rame                      | 88×103 cm          | 1633          | Museo del Castello                                    | Fontainebleau             | Quarto ciclo di paesaggi (dopo quello Borghese, Gonzaga-Medici e Savoia) appartenuti a Jacques le Veneur, conte di Carrouges. |
|          | Paesaggio con il Regno dei Mari                                                                | olio su rame                      | 88×103 cm          | 1633          | non rintracciato                                      |                           | Quarto ciclo di paesaggi (dopo quello Borghese, Gonzaga-Medici e Savoia) appartenuti a Jacques le Veneur, conte di Carrouges. |
|          | Galatea                                                                                        | olio su tela                      | 188×123,5 cm       | 1635          | Gemäldegalerie Alte Meister                           | Dresda                    | |
|          | Ecce Homo                                                                                      | olio su tela                      | 144×193 cm         | 1635          | Galleria Colonna                                      | Roma                      | |
|          | Adamo ed Eva                                                                                   | olio su tela                      | 97×135 cm          | 1635          | Musées Royaux des Beaux-Arts                          | Bruxelles                 | |
|          | Carità                                                                                         | olio su rame                      | 49×57 cm           | 1635          | Palazzo del Lussemburgo                               | Parigi                    | |
|          | Aurora e Cefalo                                                                                | olio su tela                      | 121×155 cm         | 1635          | Galleria Estense                                      | Modena                    | |
|          | Ritratto di Andrea Calvi                                                                       | olio su tela                      | 114×93 cm          | 1636          | Museo nazionale del Galles                            | Cardiff                   | |
|          | Autoritratto                                                                                   | olio su tela                      | 75×59,5 cm         | 1636-1638     | Pinacoteca nazionale                                  | Bologna                   | Replicato in svariate versioni. |
|          | Ratto d'Europa                                                                                 | olio su tela                      | 76.3×97 cm         | 1638-1639     | Galleria degli Uffizi                                 | Firenze                   | Replicato svariate volte in formato ridotto. |
|          | Bagno di Venere                                                                                | olio su tela                      | 114×171 cm         | 1638-1640     | Museo del Prado                                       | Madrid                    | Replicato svariate volte in formato ridotto. |
|          | Giudizio di Paride                                                                             | olio su tela                      | 113×171 cm         | 1638-1640     | Museo del Prado                                       | Madrid                    | Replicato svariate volte in formato ridotto. |
|          | Diana e Atteone                                                                                | olio su tavola trasferito su tela | 74,5×99,5 cm       | 1639          | Gemäldegalerie Alte Meister                           | Dresda                    | Replicato svariate volte in formato ridotto. |
|          | Diana e Atteone                                                                                | olio su tela                      | 75,5×95,5 cm       | 1639-1640     | Gemäldegalerie Alte Meister                           | Dresda                    | Replicato svariate volte in formato ridotto. |
|          | San Sebastiano                                                                                 | olio su tela                      | 405×230            | 1633-1636     | Pinacoteca civica                                     | Forlì                     | |
|          | Sant'Andrea in adorazione del crocifisso del martirio                                          | olio su tela                      | 400×200 cm         | 1639-1641     | Chiesa di Santa Maria dei Servi                       | Bologna                   | |
|          | Madonna col Bambino e i santi Sebastiano e Rocco                                               | olio su tela                      | 314×225 cm         | 1640          | Collegiata                                            | San Giovanni in Persiceto | |
|          | Sacra Famiglia con i simboli della Passione                                                    | olio su tela                      | 320×198 cm         | 1640-1641     | Musée des Beaux Arts                                  | Dijon                     | |
|          | Battesimo di Cristo                                                                            | olio su tela                      | 268×195 cm         | 1640-1644     | Museo dell'Ermitage                                   | San Pietroburgo           | |
|          | Noli me tangere                                                                                | olio su tela                      | 400×230 cm         | 1644          | Chiesa di Santa Maria dei Servi                       | Bologna                   | Di cui sono note svariate repliche. |
|          | Madonna in gloria col Bambino e i santi Giovanni Battista, Matteo e Francesco d'Assisi         | olio su tela                      | 333×207 cm         | 1645-1650     | Pinacoteca nazionale                                  | Bologna                   | |
|          | Visione di san Guglielmo d'Aquitania                                                           | olio su tela                      | 383×258 cm         | 1645-1650     | già Chiesa di Gesù e Maria                            | Bologna                   | Gruppo di tele oggi disperse in varie sedi: San Guglielmo (213×158,5 cm) è alla Pinacoteca nazionale di Bologna, la Madonna in Gloria con cherubini è in collezione privata, il Teschio (59,5×26 cm) è in collezione privata, e il Coro di cherubini (80×130 cm) è andato perduto. |
|          | Sogno di san Giuseppe                                                                          | olio su tela                      | 100×90 cm          | 1647-1648     | Chiesa di San Bartolomeo di Porta Ravegnana           | Bologna                   | Parte dei dipinti laterali della cappella Fioravanti. |
|          | Natività di Cristo                                                                             | olio su tela                      | 100×90 cm          | 1647-1648     | Chiesa di San Bartolomeo di Porta Ravegnana           | Bologna                   | Parte dei dipinti laterali della cappella Fioravanti. |
|          | Santa Tecla e Sant'Agnese in adorazione dell'Eterno                                            | olio su tela                      | 290×195 cm         | 1647          | Cattedrale di San Leopardo                            | Osimo                     | Commissionato dal cardinale Girolamo Verospi, figlio di Ferrante. |
|          | San Sebastiano e san Rocco                                                                     | olio su tela                      | 279×198 cm         | 1647-1650     | Palazzo arcivescovile                                 | Milano                    | |
|          | Eterno                                                                                         | olio su tela                      | 70×96 cm           | 1647-1650     | Pinacoteca nazionale                                  | Bologna                   | |
|          | Visione di san Filippo Benizi                                                                  | olio su tela                      | -                  | 1648-1650     | Pinacoteca nazionale                                  | Bologna                   | Attribuito alla bottega. |
|          | Trinità in gloria con angeli musicanti                                                         | olio su tela                      | -                  | 1655-1660     | Santa Maria delle Crete                               | Budrio                    | |
|          | Eterno in gloria con san Giovanni Battista e san Pietro Martire                                | olio su tela                      | 400×160 cm         | 1655-1660     | Chiesa di San Domenico                                | Budrio                    | |
|          | Tentazione di Santa Rosalia Sinibaldi                                                          | olio su tela                      | -                  | 1655-1660     | già Chiesa di San Giacomo                             | Forlì                     | Collocato in origine nella cappella Albicini e assegnato alla bottega del pittore, fu requisito durante le spoliazioni napoleoniche; entrato poi nel 1812 nel palazzo arcivescovile di Milano. |
|          | Estasi di santa Caterina                                                                       | olio su tela                      | 156×80 cm          | 1655-1660     | già Chiesa di San Giacomo                             | Forlì                     | Collocato in origine nella cappella Albicini e assegnato alla bottega del pittore, fu requisito durante le spoliazioni napoleoniche; entrato poi nel 1812 nel palazzo arcivescovile di Milano. |
|          | Assunzione della Vergine                                                                       | olio su tela                      | 260×180 cm         | 1658-1660     | Parrocchiale                                          | San Giovanni in Persiceto | |
|          | Battesimo di Cristo                                                                            | olio su tela                      | 77×98 cm           | 1640          | Musée des Beaux Arts                                  | Lione                     | Replicato in svariate versioni. |
|          | Predica del Battista                                                                           | olio su tela                      | 76×97 cm           | 1640          | Musée des Beaux Arts                                  | Lione                     | Replicato in svariate versioni. |
|          | Rebecca al pozzo                                                                               | olio su tela                      | 112×176 cm         | 1640          | Ambasciata italiana                                   | Varsavia                  | |
|          | Annunciazione                                                                                  | olio su rame                      | 62×47 cm           | 1640          | Museo dell'Ermitage                                   | San Pietroburgo           | Replicato in svariate versioni. |
|          | Madonna col Bambino in gloria con san Girolamo e san Francesco d'Assisi                        | olio su rame                      | 43×31,5 cm         | 1640          | Pinacoteca nazionale                                  | Bologna                   | Già in collezione Zambeccari. |
|          | San Francesco d'Assisi                                                                         | olio su rame                      | 18,3×14,4 cm       | 1640          | Museo del Louvre                                      | Parigi                    | |
|          | Danza degli amorini con Danae e Cupido                                                         | olio su rame ovale                | 90×114 cm          | 1640          | Pinacoteca di Brera                                   | Milano                    | Replicato in svariate versioni. |
|          | Venere e Cupido                                                                                | olio su rame ovale                | 30×40 cm           | 1640-1645     | Collezione Wallace                                    | Londra                    | Replicato in svariate versioni. |
|          | Tre Marie al sepolcro                                                                          | olio su tela                      | 122×160 cm         | 1640-1645     | Museo dell'Ermitage                                   | San Pietroburgo           | Replicato in svariate versioni. |
|          | Paesaggio con l'allegoria della Stagione dell'Inverno                                          | olio su tela ovale                | 177×230 cm         | 1640-1645     | Collezione privata                                    |                           | Quinto ciclo di paesaggi con scene mitologiche dopo quelli Borghese, Gonzaga-Medici, Savoia e Veneur; commissionato dal marchese Santacroce a Roma. |
|          | Paesaggio con l'allegoria della Stagione dell'Estate                                           | olio su tela ovale                | 177×230 cm         | 1640-1645     | Collezione privata                                    |                           | Quinto ciclo di paesaggi con scene mitologiche dopo quelli Borghese, Gonzaga-Medici, Savoia e Veneur; commissionato dal marchese Santacroce a Roma. |
|          | Paesaggio con l'allegoria della Stagione della Primavera                                       | olio su tela ovale                | 177×230 cm         | 1640-1645     | Collezione privata                                    |                           | Quinto ciclo di paesaggi con scene mitologiche dopo quelli Borghese, Gonzaga-Medici, Savoia e Veneur; commissionato dal marchese Santacroce a Roma. |
|          | Paesaggio con l'allegoria della Stagione dell'Autunno                                          | olio su tela ovale                | 177×230 cm         | 1640-1645     | Collezione privata                                    |                           | Quinto ciclo di paesaggi con scene mitologiche dopo quelli Borghese, Gonzaga-Medici, Savoia e Veneur; commissionato dal marchese Santacroce a Roma. |
|          | Maddalena penitente                                                                            | olio su tela ovale                | 89×68 cm           | 1640-1645     | Pinacoteca Capitolina                                 | Roma                      | Replicato in svariate versioni. |
|          | Sant'Orsola                                                                                    | olio su tela                      | 111,3×92 cm        | 1640-1645     | Bayerische Staatsgemäldesammlungen                    | Monaco di Baviera         | |
|          | San Sebastiano                                                                                 | olio su tela                      | 70×47 cm           | 1640-1645     | Burghley House Collection                             | Stamford                  | |
|          | Vergine                                                                                        | olio su rame                      | 32×25,4 cm         | 1640-1645     | Musée des Beaux Arts                                  | Caen                      | Replicato in svariate versioni. |
|          | Sacra Famiglia con due angeli                                                                  | olio su rame ovale                | 43×56,7 cm         | 1640-1645     | Galleria Palatina di palazzo Pitti                    | Firenze                   | |
|          | Salmace ed Ermafrodito                                                                         | olio su tela                      | 184×231 cm         | 1645-1650     | Galleria Sabauda                                      | Torino                    | Replicato in svariate versioni. |
|          | Venere e Marte                                                                                 | olio su tela                      | 128×178 cm         | 1645-1650     | Collezione privata                                    |                           | Replicato in svariate versioni. |
|          | Venere dormiente con Cupido                                                                    | olio su tela ovale                | 71×93 cm           | 1645-1650     | Galleria nazionale d'arte antica di palazzo Corsini   | Roma                      | |
|          | Venere e Cupido                                                                                | olio su tela                      | 56,6×76 cm         | 1645-1650     | Palazzo Corsini                                       | Firenze                   | |
|          | Giunone ed Eolo                                                                                | olio su rame                      | 57,5×75,2 cm       | 1645-1650     | Collezione privata                                    |                           | |
|          | Flora                                                                                          | olio su rame                      | 24,4×18,8 cm       | 1645-1650     | Mercato d'antiquario                                  | Chatsworth                | |
|          | Cacciata di Adamo ed Eva dal Paradiso                                                          | olio su tela trasferito su tavola | 66×50 cm           | 1650-1660     | Museo Fabre                                           | Montpellier               | Replicato in svariate versioni, è attribuito alla bottega. |
|          | Abramo con tre angeli                                                                          | olio su rame                      | 45×61,5 cm         | 1650-1660     | Collezione privata                                    |                           | |
|          | Creazione di Eva                                                                               | olio su tela tonda                | diam. 68 cm        | 1650-1660     | Gemäldegalerie Alte Meister                           | Dresda                    | |
|          | Latona e i contadini della Licia                                                               | olio su tela                      | 74,5×62 cm         | 1650-1660     | Collezione privata                                    | Lugano                    | |
|          | Matrimonio di Teti e Peleo                                                                     | olio su rame                      | 95×140 cm          | 1650-1660     | Pinacoteca Ambrosiana                                 | Milano                    | |
|          | Diana e Callisto                                                                               | olio su tela                      | 100×133 cm         | 1650-1660     | Musée d'art et d'historie                             | Nimes                     | Attribuito. |
|          | Ratto d'Europa                                                                                 | olio su tela                      | 140×189 cm         | 1650-1660     | Mercato d'antiquario                                  | New York                  | |
|          | Fuga in Egitto                                                                                 | olio su rame                      | 46,2×55 cm         | 1650-1660     | Walpole Gallery                                       | Londra                    | |
|          | Allegoria sacra                                                                                | olio su tela                      | 140×190 cm         | 1650-1660     | Pinacoteca civica                                     | Pesaro                    | Replicato in svariate versioni. |
|          | Cristo servito dagli angeli                                                                    | olio su rame                      | 39×54 cm           | 1650-1660     | Musée de peinture et de sculpture                     | Grenoble                  | |
|          | Allegoria della Carità                                                                         | olio su tela                      | 71×97 cm           | 1650-1660     | Sudeley Castle                                        | Gloucestershire           | |
|          | Adamo ed Eva                                                                                   | olio su tela                      | 56,5×71 cm         | 1650-1660     | Galleria degli Uffizi                                 | Firenze                   | |
|          | Dio Padre che manda l'arcangelo Gabriele sulla Terra                                           | olio su tela ovale                | 32×42 cm           | 1650-1660     | Museo del Louvre                                      | Parigi                    | |
|          | Sacra Famiglia con santa Elisabetta e Giovannino                                               | olio su rame                      | 57×43 cm           | 1645-1650     | Musée des Beaux Arts                                  | Besancon                  | Replicato in svariate versioni, di cui una alla Galleria di palazzo Pitti a Firenze. |
|          | Sacra Famiglia con i santi Elisabetta e Giovannino                                             | olio su rame                      | 39×47 cm           | 1650-1660     | Walpole Gallery                                       | Londra                    | |
|          | Sacra Famiglia con san Giovannino                                                              | olio su rame                      | 36,2×27,2 cm       | 1645-1650     | Collezione privata                                    | Chatsworth                | |
|          | Sacra Famiglia                                                                                 | olio su rame                      | 49,9×40,4 cm       | 1640          | Collezione privata                                    |                           | |
|          | Riposo durante la fuga in Egitto                                                               | olio su rame                      | 76×95 cm           | 1640          | Musée national du chateau                             | Fontainebleau             | |
|          | Riposo durante la fuga in Egitto                                                               | olio su rame                      | 160×215 cm         | 1640-1650     | Collezione privata                                    | Lucerna                   | |
|          | Riposo durante la fuga in Egitto                                                               | olio su rame                      | 42,5×31 cm         | 1640          | Brocklesby Park                                       | Habrough                  | Replicato in svariate versioni. |
|          | Riposo durante la fuga in Egitto                                                               | olio su rame ovale                | 34×43 cm           | 1650-1660     | Musée de peinture et de sculpture                     | Grenoble                  | |
|          | Riposo durante la fuga in Egitto                                                               | olio su tela                      | 78×97,5 cm         | 1650-1660     | John and Mable Ringling Museum                        | Sarasota                  | Replicato in svariate versioni. |
|          | Sacra Famiglia con san Giovannino                                                              | olio su tela                      | 56×73 cm           | 1650-1660     | Museo nazionale                                       | Varsavia                  | |
|          | Flora com putti                                                                                | olio su tela                      | 205×275,5 cm       | 1650-1660     | Galleria nazionale d'arte antica di Palazzo Barberini | Roma                      | |
|          | Autoritratto                                                                                   | olio su tela                      | 96×75 cm           | 1655-1660     | Palazzo Montecitorio                                  | Roma                      | Attribuito. |
|          | Riposo durante la fuga in Egitto                                                               | olio su tela                      | 67×81,5 cm         | 1655-1660     | Gemäldegalerie Alte Meister                           | Dresda                    | |
|          | Riposo durante la fuga in Egitto                                                               | olio su tela                      | 55,5×75,5 cm       | 1655-1660     | Galleria degli Uffizi                                 | Firenze                   | |